# Loi de composition
En mathématiques, et plus précisément en algèbre générale, étant donné un couple d'ensembles {\displaystyle (\Omega ,E)}, une loi de composition (ou loi) sur ce couple est une application de {\displaystyle \Omega \times E} ou de {\displaystyle E\times \Omega } dans {\displaystyle E}.
Dans le cas {\displaystyle \Omega =E}, on qualifie la loi d'interne. Il faut concevoir une loi de composition interne dans un ensemble comme une opération définie partout. On pense par exemple à l'addition et à la multiplication dans {\displaystyle \mathbb {R} }. La division dans {\displaystyle \mathbb {R} } n'en est pas une (puisque par exemple {\displaystyle 1/0} n'est pas défini), mais elle en est une dans {\displaystyle \mathbb {R} ^{*}}.
Les lois de composition, en permettant de jouer avec les éléments des ensembles, constituent le pilier de l'algèbre générale. Elles permettent de définir les structures algébriques, parmi lesquelles on citera les groupes, anneaux, corps, et espaces vectoriels.

## Définition
Soit {\displaystyle (\Omega ,E)} un couple d'ensembles.
On distingue deux lois de composition (abrégé l.c.) sur ce couple :
- une application de {\displaystyle \Omega \times E} dans {\displaystyle E} s'appelle une loi de composition (à gauche) ;
- une application de {\displaystyle E\times \Omega } dans {\displaystyle E} s'appelle une loi de composition à droite.

On notera qu'on utilise majoritairement, par convention, des l.c. à gauche (par exemple avec les espaces vectoriels).
Dans le cas {\displaystyle \Omega =E},  on parle de loi de composition interne (abrégé l.c.i.).
Le terme « loi de composition externe » (abrégé l.c.e.) est en fait synonyme de « loi de composition ». On l'emploie pour souligner que l'on n'impose pas {\displaystyle \Omega =E}.

### Conventions, notations
Par convention, contrairement aux applications quelconques, on utilise pour désigner une l.c. un symbole qui n'est pas une lettre. On emploie typiquement les symboles des opérations classiques :  « {\displaystyle \cdot } », « {\displaystyle *} », « {\displaystyle +} », « {\displaystyle \times } »,  ...
Et, surtout, la convention est, comme pour les opérations classiques, d'utiliser la notation infixe (en). Cela signifie qu'on notera par exemple {\displaystyle a*b} plutôt que {\displaystyle *(a,b)}. Très souvent, on écrit même plus simplement {\displaystyle ab} (si cela n'est pas ambigu dans le contexte).
On emploie souvent le symbole « {\displaystyle \cdot } » pour les l.c.e. à gauche ; par exemple dans les espaces vectoriels pour la multiplication d'un vecteur par un scalaire.

## Lois de composition internes

### Associativité et commutativité
L'associativité et la commutativité sont des propriétés vérifiées par certaines l.c.i. La plupart des l.c.i. étudiées en algèbre sont associatives.
Considérons ici un ensemble {\displaystyle E} sur lequel on a défini une l.c.i. notée {\displaystyle *}.

#### Associativité
Dans le cas général, écrire des choses comme {\displaystyle a*b*c} n'a aucun sens puisqu'on ne sait pas s'il faut faire {\displaystyle a*b} en premier, ce que l'on note {\displaystyle (a*b)*c}, ou  {\displaystyle b*c} en premier, ce que l'on note {\displaystyle a*(b*c)}. Notons en effet qu'il n'y a aucune raison que ces deux calculs fournissent le même résultat.
On dit que {\displaystyle *} est associative si une telle question ne se pose pas ; si on peut procéder dans l'ordre qu'on veut. Des expressions comme {\displaystyle a*b*c} ont alors un sens. Cela facilite grandement les calculs.

#### Commutativité
On dit que {\displaystyle *} est commutative si on a, pour tous {\displaystyle a,b\in E}, {\displaystyle a*b=b*a}.

### Exemples de lois de composition internes
- L'addition et la multiplication dans {\displaystyle \mathbb {R} } (associatives, commutatives).
- La l.c.i. associée à un groupe abélien (associative, commutative).
- Le produit matriciel (usuel) dans {\displaystyle {\mathcal {M}}_{n}(\mathbb {R} )} (associative, non commutative si {\displaystyle n\geq 2}).
- Soit {\displaystyle E}  un ensemble. La composition sur l'ensemble des applications de {\displaystyle E} dans {\displaystyle E} est une l.c.i. (associative, non commutative sauf cas triviaux).
- La soustraction dans {\displaystyle \mathbb {R} } (non associative, non commutative).

## Lois de composition externes

### Exemples de lois de composition externes
- Dans un espace vectoriel, la multiplication d'un vecteur par un scalaire est une l.c.e. (à gauche).
- Une action de groupe.
- L'exponentiation entière des réels (application de {\displaystyle \mathbb {R} \times \mathbb {N} } dans {\displaystyle \mathbb {R} }) est une l.c.e. à droite.

## Quelques autres notations pour les images
Comme dit plus haut, la notation la plus généralement utilisée pour calculer une image par {\displaystyle *} est la notation infixe, à savoir : {\displaystyle a*b}.
Mais il existe d'autre notations, plus rares :
- la notation préfixe : {\displaystyle *ab}, ou {\displaystyle *a,b}
- la notation suffixe : {\displaystyle ab*}, ou {\displaystyle a,b*}